# Caló de Sant Antoni
El caló de Sant Antoni és una platja de la badia de Palma situada dins el terme de Llucmajor, darrere l'escullera del Club Nàutic de l'Arenal. Es tracta d'una antiga cala molt petita que avui en dia està totalment colgada d'arena formant una platja artificial. S'hi pot arribar pels darreres del Club Nàutic o bé per unes escales que davallen de la urbanització de Son Verí, del carrer de Costa i Llobera.
Pel que fa al topònim, es tracta d'un hagiotopònim sense explicació aparent.